# Armería
Armería là một đô thị thuộc bang Colima, México. Năm 2005, dân số của đô thị này là 24939 người.